# Айтыков, Изгутты Курманбаевич
Изгутты́ Курманба́евич Айты́ков (20 января 1922 — 25 июля 1944) — участник Великой Отечественной войны, комсорг батальона 158-го гвардейского Краснознамённого стрелкового полка 51-й гвардейской ордена Ленина Краснознаменной стрелковой дивизии имени Ворошилова 23-го гвардейского стрелкового корпуса 6-й гвардейской армии 1-го Прибалтийского фронта, Герой Советского Союза (1944), гвардии старшина.

## Биография
Родился 20 января 1922 года в селе Солдатское (не существует с середины 20-х годов) ныне на территории Уланского района Восточно-Казахстанской области Республики Казахстан в семье кузнеца. Казах. В середине 1920-х годов с родителями переехал в соседнее село Таргын. Здесь прошли его детские и юношеские годы. Здесь он закончил семь классов, начал работать на руднике Колбаолово.
С началом Великой Отечественной войны неоднократно писал заявления в Уланский райвоенкомат, но всякий раз получал отказ. Лишь в январе 1942 года, после письма на имя Верховного Главнокомандующего, Айтыкова призывают в Красную армию.
В действующую часть прибыл в мае 1942 года. Сражался у стен Сталинграда, освобождал земли Калининской, Курской, Белгородской областей, дошел до берегов Западной Двины. Бесстрашный разведчик Айтыков не раз бывал в тылу врага. Он лично уничтожил 50 гитлеровцев и доставил в часть 22 «языка». За отличное выполнение боевых заданий командования командир разведывательного отделения сержант Айтыков был награждён тремя боевыми орденами.
Особо отличился в летних боях 1944 года при освобождении Белоруссии. 22 июня 1944 года в бою за деревню Плиговка (Шумилинского района Витебской области) гвардии старшина Айтыков в числе первых ворвался во вражескую траншею, забросал гранатами три дзота и блиндажи, подбил тягач и пушку противника. При овладении деревней Першино и железнодорожной станцией Ловша он уничтожил два станковых пулемета и около сорока вражеских солдат и офицеров. 3 июля во главе взвода ворвался в город Полоцк Витебской области, отражал контратаки врага до освобождения города.
Через некоторое время комсорг вновь отличился при форсировании реки Западная Двина. Комсорг батальона с небольшой группой бойцов под градом пуль и разрывами мин перебрался на противоположный берег и открыл ураганный огонь, заставив гитлеровцев отступить. Этим воспользовались подразделения полка, форсировали реку. Об этом подвиге написала «Комсомольская правда» 3 сентября 1944 года в статье «Здесь сражался комсорг».
Указом Президиума Верховного Совета СССР от 22 июля 1944 года за образцовое выполнение боевых заданий командования на фронте борьбы с немецко-фашистским захватчиками и проявленные при этом мужество и героизм гвардии старшине Изгутты Айтыкову присвоено звание Героя Советского Союза.
Но герой не успел получить высокую награду. В день когда был подписан Указ, 22 июля 1944 года, он был тяжело ранен в бою на территории Зарайского района Литвы и 25 июля скончался в госпитале в селе Рымшаны (ныне местечко Римше Ингалинского района Утенского района Литвы). Похоронен в городе Зарасай в братской могиле по улице Аушрос.

## Награды
- Медаль «Золотая Звезда» Героя Советского Союза
- Орден Ленина
- Орден Красной Звезды
- Орден Славы II степени
- Орден Славы III степени

## Память
- Имя Героя носят:
  - село Изгутты Айтыков (ранее Скалистое) в Уланском районе Восточно-Казахстанской области;
  - улицы в Зарасае, Усть-Каменогорске, Алма-Ате, Талдыкоргане, Полоцке.
  - школа в селе Таргын, где Айтыков учился;
  - сухогруз.
- Установлена мемориальная доска на здании школы в селе Таргын.
- Бюсты Героя установлены в школе села Таргын и в городе Полоцке.